# Поляны (Смоленская область)
Поляны — деревня в Починковском районе Смоленской области России. Входит в состав Переснянского сельского поселения. Население — 23 жителя (2007 год). 
Расположена в центральной части области в 6 км к северу от Починка, в 3 км восточнее автодороги А141 Орёл — Витебск, на берегу реки Алексеевка. В 2,5 км юго-восточнее деревни расположена железнодорожная станция Грудинино на линии Смоленск — Рославль. 

## История
В годы Великой Отечественной войны деревня была оккупирована гитлеровскими войсками в июле 1941 года, освобождена в сентябре 1943 года.